# Burg Gerolstein
Die Burg Gerolstein, auch Löwenburg, Burg Gerhardstein oder Junkernburg genannt, ist die Ruine einer Höhenburg in der Stadt Gerolstein im Landkreis Vulkaneifel in Rheinland-Pfalz.

## Lage
Die Höhenburg befindet sich oberhalb von Gerolstein im Bereich „An der Burg“, neben der Gerolstraße, östlich des Zentrums. Die Ruine liegt auf einem 440 m ü. NHN hohen Felshügel, verdeckt durch einen vorgelagerten Felsen, und erhebt sich über das Tal der Kyll, einem linken Nebenfluss der Mosel und zugleich längstem Fluss der Eifel.

## Geschichte

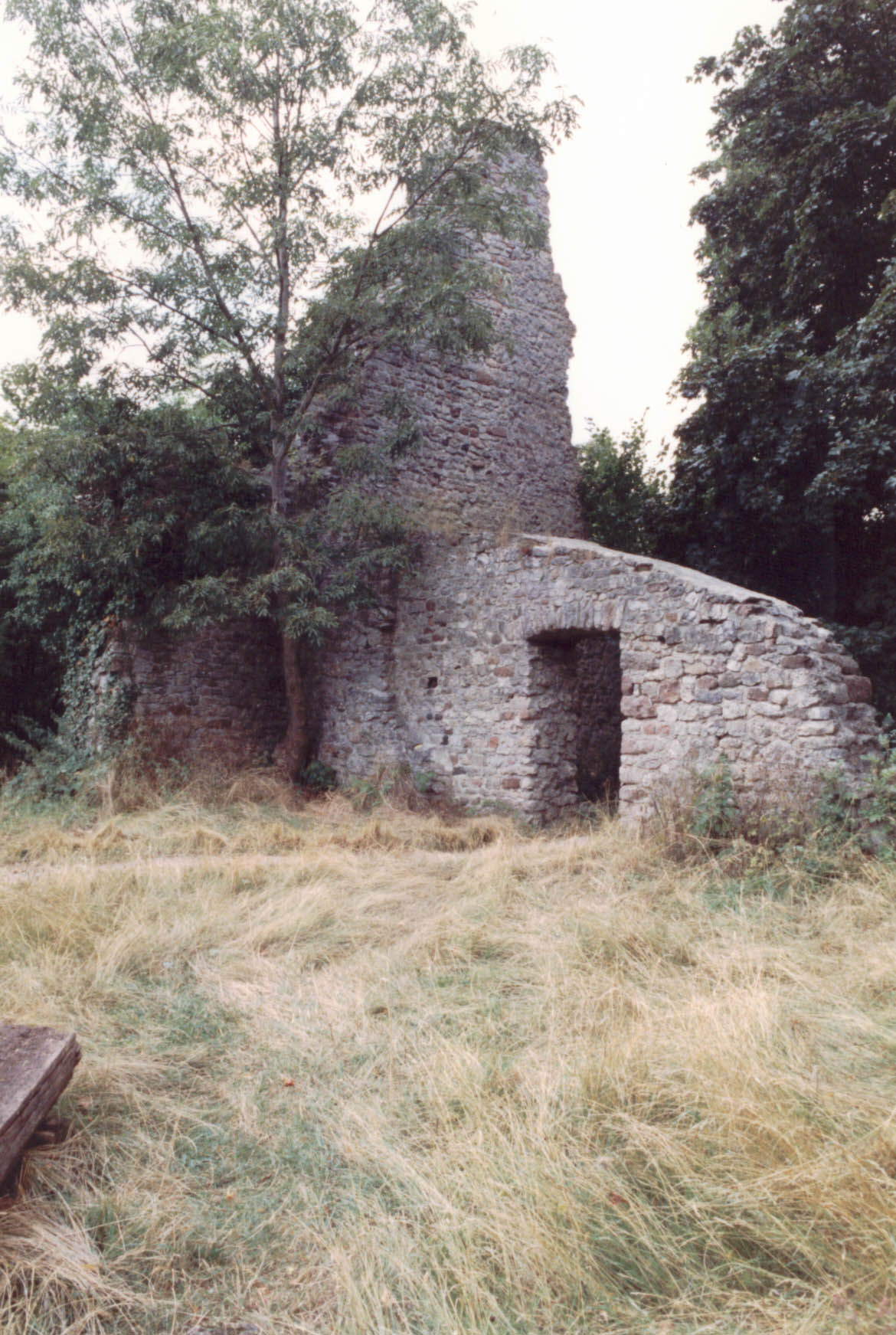
Ruine des Bergfrieds (1995)

Die Löwenburg wurde erstmals 1115 urkundlich erwähnt, als Gerhard von Blankenheim seinen Herrschaftssitz auf die von ihm errichtete Burg Gerhardstein (wovon sich wahrscheinlich auch der Ortsname von Gerolstein ableitet) verlegte. Im 13. Jahrhundert erweiterte Gerhard IV. die Burg zu einer Wehrburg mit Vor- und Hinterburg.
Nach dem Aussterben der Blankenheimer ging 1423 die Burg Gerhardstein an das Haus Loon-Heinsberg und 1468 an Dietrich III., Graf von Manderscheid, über. Er teilte seinen Besitz 1488 unter seinen drei Söhnen auf, wobei der zweite, Johann, die Grafschaft Blankenheim, Jünkerath, die Burg Gerolstein und Teile der Herrschaft Mechernich erbte und die Linie Manderscheid-Blankenheim-Gerolstein begründete.
1486 wurde die Burg durch zwei Kapellen ergänzt. Im 16. Jahrhundert wurde die Schildmauer mit einer Dicke von zwei Metern errichtet.
1670 wurde die Burg durch einen Blitzeinschlag in den Pulverturm stark beschädigt. Am 6. Juli 1691 wurde sie von den Franzosen besetzt, aber schon am 5. August im selben Jahr zurückerobert. Dabei wurde Gerolstein zerstört. 1840 wurde die Burg auch als Jungkernburg bezeichnet. Die übrig gebliebenen Mauerreste wurden im 18. Jahrhundert teilweise abgetragen und im Zweiten Weltkrieg weiter zerstört. Heute stehen nur noch wenige Überreste, die aber restauriert wurden.

## Anlage
Die ehemals große Burganlage mit Vorburg im Norden und Hauptburg war geschützt durch eine mächtige 2 Meter starke Schildmauer von 11 Metern Höhe und einer Länge von 35 Metern sowie zwei Kapellen von 1486: eine Schlosskapelle innerhalb eines Halbturms und eine Hofkapelle unterhalb des Felsens.

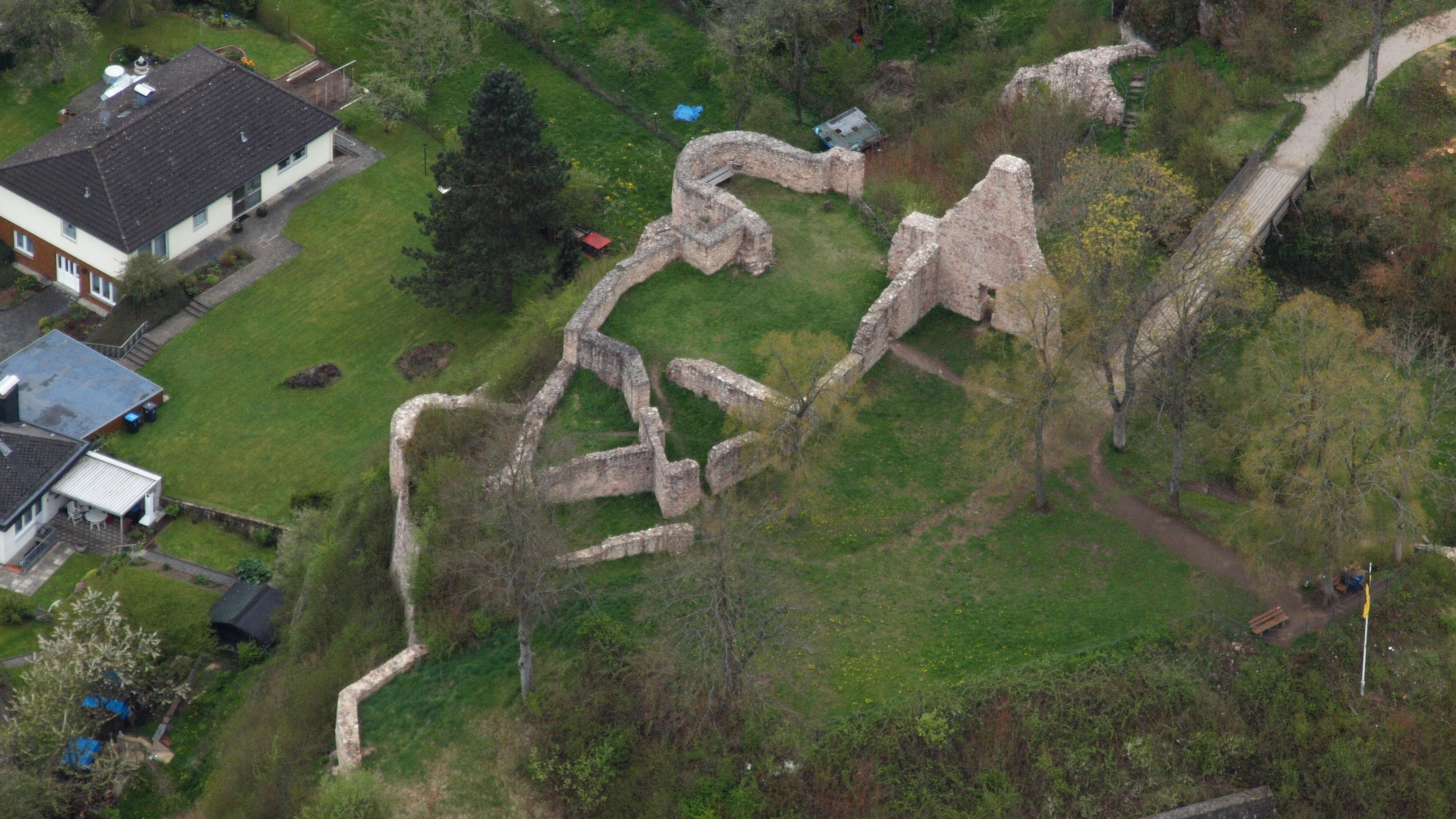
Burg Gerolstein, Luftaufnahme (2015)
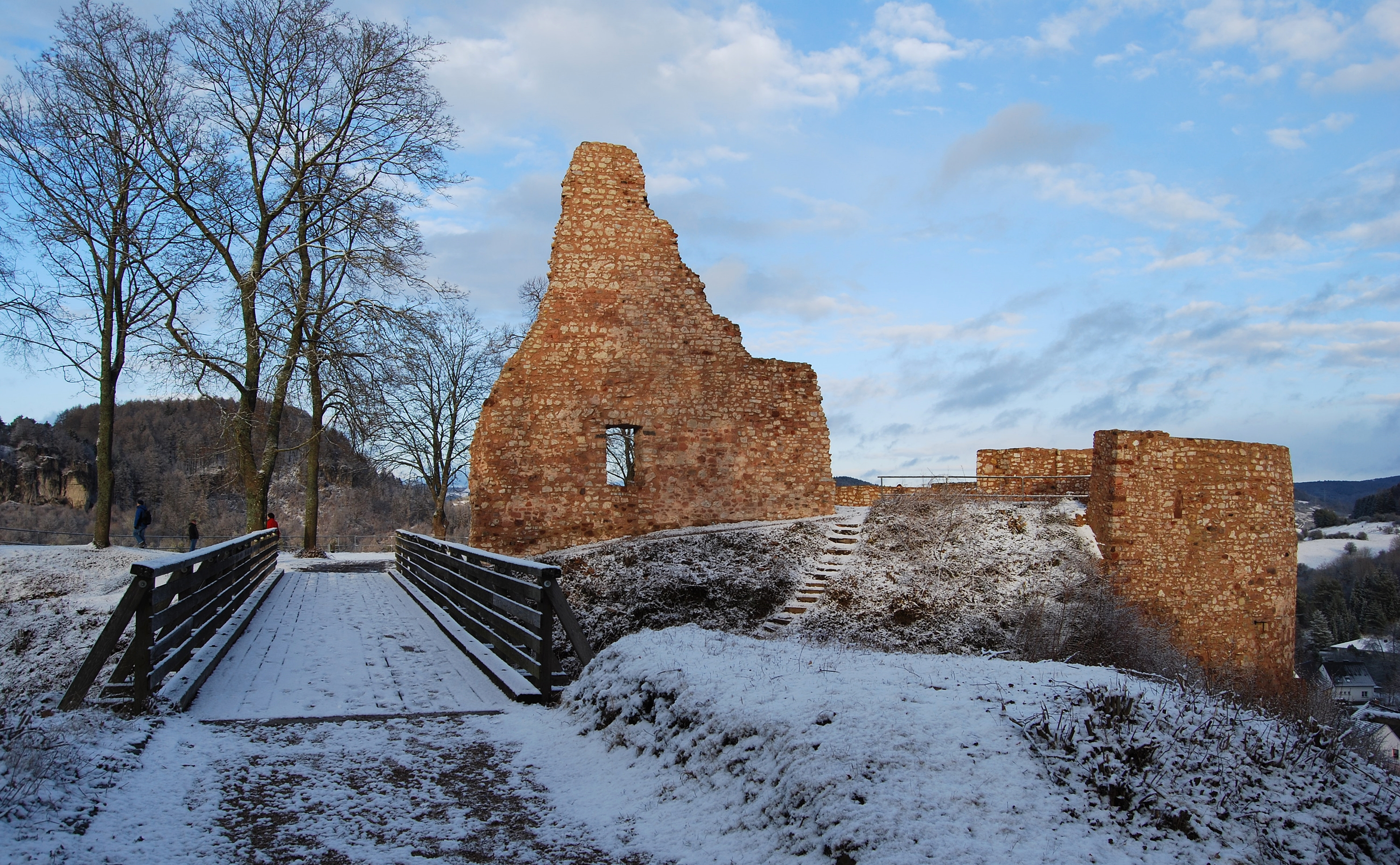
Mauer der Burg (2012)
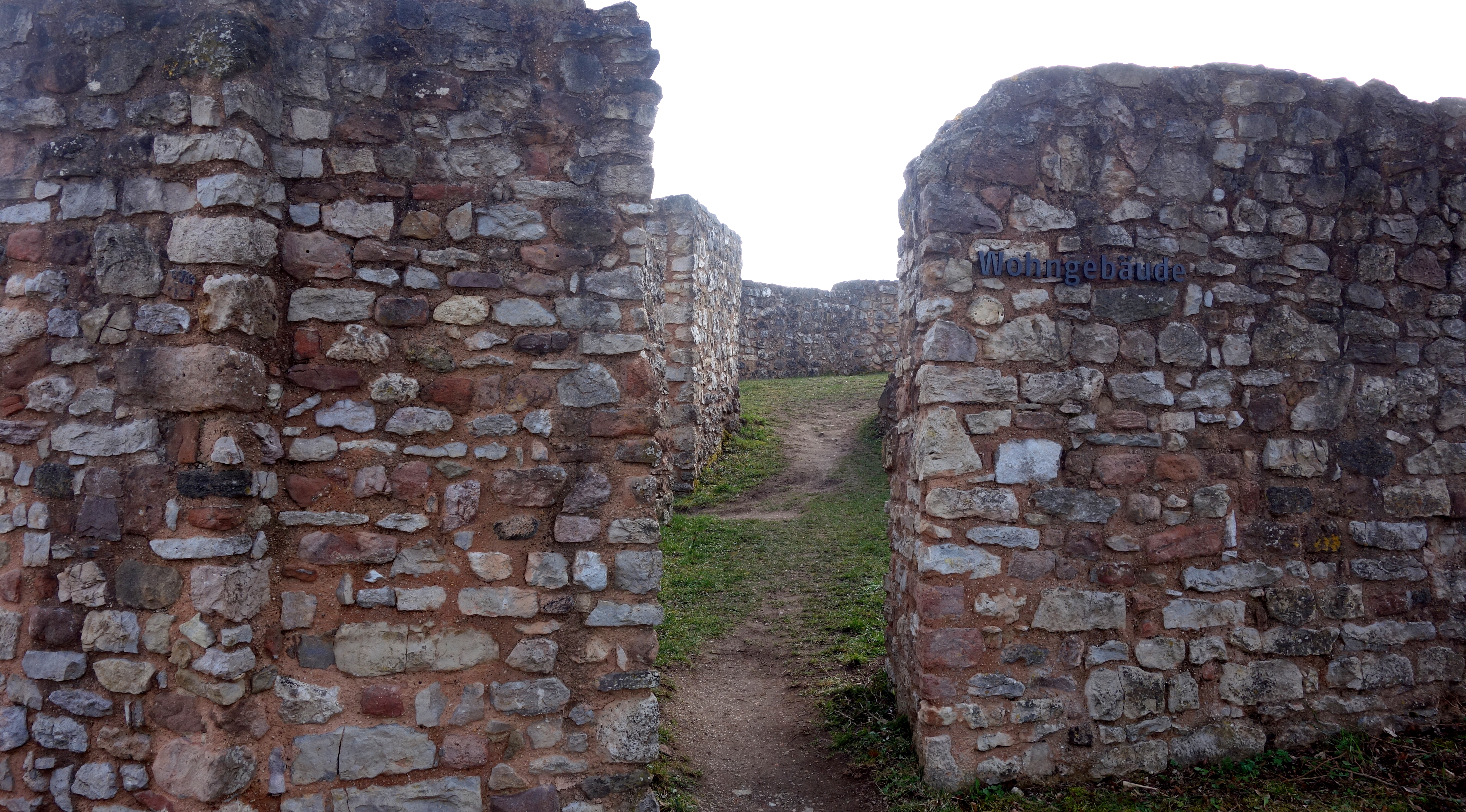
Ehemalige Wohngebäude der Burg (2021)